# Avro Tudor

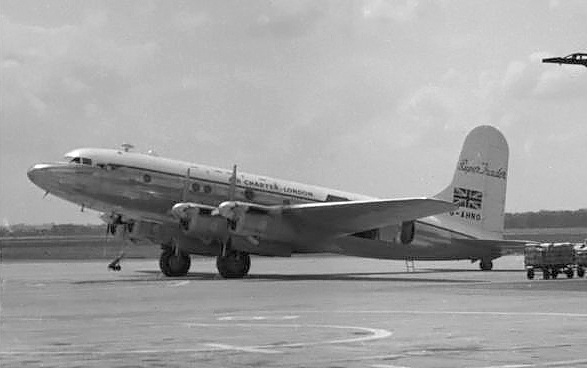
Avro 688 Super Trader 4B.

Dimensions
L'Avro 688 Tudor est un avion de ligne britannique.
L'Avro Tudor 1 fut, dans l’immédiat après-guerre, le seul quadrimoteur terrestre britannique conçu pour traverser l’Atlantique. Ayant pour point de départ le bombardier Lincoln, l’avion qui émergea en juin 1945 s’en différenciait très largement. Du Lincoln, il ne conservait que les quatre moteurs Rolls-Royce Merlin 621 de 1 770 ch. Son grand fuselage circulaire pressurisé (restituant à 7 600 m l’altitude de 2 400 m) pouvait accueillir douze passagers seulement. Le prototype vola à Ringway le 14 juin 1945 et les essais mirent en évidence plusieurs problèmes aérodynamiques qui se traduisirent par d’incessantes modifications de la cellule. Comme si cela ne suffisait pas, le BOAC (British Overseas Airways Corporation) y ajouta son propre lot de modifications (trois cent quarante-trois au total) pour finir par considérer que le Tudor 1 était inapte aux vols transatlantiques. La vingtaine d’avions qui étaient alors en production furent achevés dans différentes configurations et certains furent utilisés pour le transport de fret.

L’avion qui lui fit suite, le Tudor 2, et qui correspondait au type IIIB du comité Brabazon, fut conçu pour transporter soixante passagers sur les lignes de l’empire. Sa voilure et ses moteurs étaient identiques à ceux du Tudor 1, mais son fuselage était plus long et de plus gros diamètre. En novembre 1944, la BOAC en commanda trente exemplaires, quantité qui fut portée à soixante-dix-neuf lorsque la décision fut prise d’en faire l’avion standard des lignes de l’empire et d’en équiper Qantas et South African Airways. Le prototype vola le 10 mars 1946 et connut les mêmes problèmes aérodynamiques que le Tudor 1 auxquels vint s’ajouter une évidente sous-motorisation due à l’augmentation de la masse de la cellule et de la capacité en carburant. Les performances se dégradèrent à un tel point qu’il ne fut plus question de l’exploiter à l’est de Calcutta ni au sud de Nairobi. Du coup, Qantas et SAA commandèrent des DC-4 et des Constellation. Pis encore, le 23 août 1947, le prototype s’écrasa à Woodford, causant la mort de l’ingénieur en chef de Avro, Roy Chadwick. Avro tenta alors l’installation de moteurs Bristol Hercules plus puissants, sans pour autant déclencher l’intérêt. Les appareils construits échouèrent dans des centres d’essais de la RAF ou, modifiés en avions citerne, furent utilisés lors du pont aérien de Berlin.

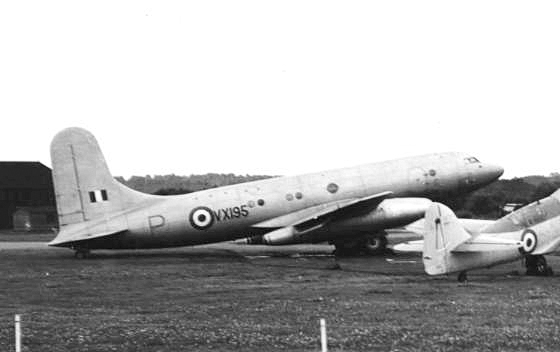
Avro Tudor 8 équipé de turboréacteurs Rolls-Royce Nene en septembre 1950.